# 1. deild kvinnur (2009)
W roku 2009 odbyła się 25. edycja 1. deild kvinnur – pierwszej ligi piłki nożnej kobiet na Wyspach Owczych. W rozgrywkach wzięło udział 6 klubów z całego archipelagu. Tytułu mistrzowskiego broniła drużyna KÍ Klaksvík, zdobywając go ponownie po raz jedenasty w swojej historii.
Każda z drużyn rozegrała po cztery mecze z każdym z przeciwników. Mistrz Wysp Owczych dostawał prawo do gry w Pucharze UEFA Kobiet.

## Uczestnicy
| Uczestnicy 1. deild kvinnur 2008                                                                              | Uczestnicy 1. deild kvinnur 2008 | Uczestnicy 1. deild kvinnur 2008 | Uczestnicy 1. deild kvinnur 2008 |
| --- | -------------------------------- | -------------------------------- | -------------------------------- |
| KÍ | KÍ Klaksvík                      | 1                                |                                  |
| AB | AB Argir                         | 2                                |                                  |
| VÍK | Víkingur Gøta                    | 3                                |                                  |
| Skála | Skála ÍF                         | 5                                |                                  |
| Awans z 2. deild kvinnur 2008                                                                                 |                                  |                                  |                                  |
| EBS | EB/Streymur                      | 1                                |                                  |
| B/N | B68 Toftir/NSÍ Runavík           | 3                                |                                  |
| Oznaczenia: - kolumna pierwsza – skróty nazw drużyn, - kolumna trzecia – miejsce zajęte w poprzednim sezonie. |                                  |                                  |                                  |

## Rozgrywki

### Tabela ligowa
| Lp. | Drużyna                    | M  | Z  | R | P  | Bramki | Bramki | Różn. | Pkt | Uwagi                                     |
| --- | -------------------------- | -- | -- | - | -- | ------ | ------ | ----- | --- | ----------------------------------------- |
| 1   | KÍ Klaksvík (M)            | 20 | 17 | 2 | 1  | 94     | 7      | +87   | 53  | Liga Mistrzów UEFA • Runda kwalifikacyjna |
| 2   | AB Argir                   | 20 | 15 | 3 | 2  | 58     | 11     | +47   | 48  |                                           |
| 3   | Víkingur Gøta              | 20 | 11 | 4 | 5  | 47     | 24     | +23   | 37  |                                           |
| 4   | Skála ÍF                   | 20 | 7  | 1 | 12 | 24     | 46     | −22   | 22  |                                           |
| 5   | EB/Streymur                | 20 | 2  | 2 | 16 | 10     | 76     | −66   | 8   |                                           |
| 6   | B68 Toftir/NSÍ Runavík (S) | 20 | 1  | 2 | 17 | 8      | 77     | −69   | 5   | Spadek do 2. deild                        |

### Wyniki spotkań
| Gospodarz \ Gość       | AB  | B/N | EBS | KÍ  | Skála | VÍK |
| AB Argir               |     | 6:0 | 6:0 | 1:1 | 2:1   | 6:1 |
| B68 Toftir/NSÍ Runavík | 0:1 |     | 1:1 | 1:5 | 1:3   | 0:4 |
| EB/Streymur            | 1:2 | 0:1 |     | 1:8 | 2:4   | 0:3 |
| KÍ Klaksvík            | 0:1 | 6:0 | 5:0 |     | 13:1  | 5:0 |
| Skála ÍF               | 0:2 | 4:0 | 0:1 | 0:3 |       | 0:0 |
| Víkingur Gøta          | 0:0 | 4:0 | 4:0 | 1:2 | 2:1   |     |

Aktualne na 14 maja 2015. Źródło: FaroeSoccer.com
Objaśnienia:
1Drużyna gospodarzy jest wymieniona po lewej stronie tabeli.
Kolory: zielony – zwycięstwo gospodarzy, żółty – remis, różowy – zwycięstwo gości.
| Gospodarz \ Gość       | AB  | B/N  | EBS | KÍ  | Skála | VÍK |
| AB Argir               |     | 8:0  | 2:1 | 0:4 | 2:0   | 3:0 |
| B68 Toftir/NSÍ Runavík | 0:5 |      | 1:1 | 1:9 | 0:1   | 0:4 |
| EB/Streymur            | 0:8 | 2:1  |     | 0:5 | 0:3   | 1:9 |
| KÍ Klaksvík            | 1:0 | 10:0 | 7:0 |     | 1     | 3:0 |
| Skála ÍF               | 0:2 | 3:1  | 2:0 | 0:6 |       | 1:7 |
| Víkingur Gøta          | 1:1 | 2    | 4:0 | 1:1 | 2:0   |     |

Aktualne na 14 maja 2015. Źródło: FaroeSoccer.com
Objaśnienia:
1Drużyna gospodarzy jest wymieniona po lewej stronie tabeli.
Kolory: zielony – zwycięstwo gospodarzy, żółty – remis, różowy – zwycięstwo gości.
Objaśnienia:
1. KÍ Klaksvík przyznano bezbramkowe zwycięstwo walkowerem.
2. Víkingur Gøta przyznano bezbramkowe zwycięstwo walkowerem.

## Najlepsi strzelcy
| Bramki | Strzelcy                   | Drużyna        |
| ------ | -------------------------- | -------------- |
| 28     | Rannvá Andreasen           | KÍ Klaksvík    |
| 21     | Sofía Purkhús              | KÍ Klaksvík    |
| 18     | Heidi Sevdal               | Víkingur Gøta  |
| 12     | Mona Breckman              | AB Argir       |
| 12     | Ása Thomsen                | KÍ Klaksvík    |
| 8      | Malena Josephsen           | KÍ Klaksvík    |
| 7      | Kirstinbjørg Frederiksberg | Skála ÍF       |
| 7      | Olga Kristina Hansen       | AB Argir       |
| 7      | Sigrid Jacobsen            | KÍ Klaksvík    |
| 7      | Lisa í Liða                | AB Argir       |
| 6      | Maibritt Olsen             | Víkingur Gøta  |
| 6      | Bjørg Syderbø              | AB Argir       |
| 5      | 4 zawodniczki              | 4 zawodniczki  |
| 4      | 3 zawodniczki              | 3 zawodniczki  |
| 3      | 7 zawodniczek              | 7 zawodniczek  |
| 2      | 9 zawodniczek              | 9 zawodniczek  |
| 1      | 26 zawodniczek             | 26 zawodniczek |
| sam.   | 3 zawodniczki              | 3 zawodniczki  |
| 2 sam. | 1 zawodniczka              | 1 zawodniczka  |